# توني غونزاليس
توني غونزاليس هو لاعب كرة قاعدة كوبي، ولد في 28 أغسطس 1936 في Bolivia, Cuba ‏ في كوبا.

## وصلات خارجية
- توني غونزاليس على موقع دوري كرة القاعدة الرئيسي (الإنجليزية)
- توني غونزاليس على موقع الدوري الياباني لكرة القاعدة (الإنجليزية)
- توني غونزاليس على موقعبيزبول رفرنس.كوم (الدوري الرئيسي) (الإنجليزية)
- توني غونزاليس على موقعبيزبول رفرنس.كوم (الدوري الثانوي) (الإنجليزية)
- توني غونزاليس على موقع إي إس بي إن.كوم (أم.أل.بي) (الإنجليزية)
- توني غونزاليس على موقع مشجعي الرسوم البيانية (الإنجليزية)